# アグネス・フォン・ブラウンシュヴァイク＝リューネブルク
アグネス・フォン・ブラウンシュヴァイク＝リューネブルク（ドイツ語：Agnes von Braunschweig-Lüneburg, 1356年以前 - 1430/4年）は、ヴェルフ家出身で、3度の結婚によりマンスフェルト伯妃、ポンメルン＝ヴォルガスト公妃、そしてメクレンブルク公妃となった。

## 生涯
アグネスはブラウンシュヴァイク＝リューネブルク公マグヌス2世とカタリーナ・フォン・アンハルト＝ベルンブルクの娘である。
1366年に、マンスフェルト伯ブルヒャルト8世（1389年3月19日没）と結婚し、1女をもうけた。
- メヒティルト（マティルデ）（1375年頃 - 1447年） - 1392年頃にバイヒリンゲン伯フリードリヒ14世（1426年6月12日没）と結婚

1389年から1391年の間にツェレでポンメルン＝ヴォルガスト公ボギスラフ6世（1350年頃 - 1393年）と結婚した。アグネスはボギスラフにとって2番目の妃であった。1女をもうけたとみられる。
- ゾフィー（1408年没） - 1396年にメクレンブルク公エーリヒ1世と結婚、1398年にニコラウス5世・フォン・ヴェルレ（英語版）と結婚

アグネスは1396年2月12/13日にメクレンブルク公アルブレヒト3世と結婚した。アルブレヒトは1364年から1389年までスウェーデン王位につき（アルブレクト）、1384年以降メクレンブルク公であった。アグネスはアルブレヒトがスウェーデン王位を廃位された後に結婚し、アルブレヒトにとって2番目の妃であった。1男をもうけた。
- アルブレヒト5世（1397年 - 1423年） - メクレンブルク公

アグネスは1430年8月1日から1434年12月22日の間に死去し、ガーデブッシュ（現メクレンブルク＝フォアポンメルン州）に埋葬された。